# Russell Bufalino
Russell Alfred Bufalino, nato Rosario Alfredo Bufalino, conosciuto anche con i nomignoli di McGee e The Old Man (il vecchio) (Montedoro, 29 ottobre 1903 – Kingston, 25 febbraio 1994) è stato un mafioso italiano naturalizzato statunitense, famoso per essere stato alla guida dell'omonima famiglia mafiosa della Pennsylvania dal 1959 al 1989.
Nonostante fosse il boss di una piccola famiglia mafiosa, fu nondimeno una figura di primo piano di Cosa Nostra americana, esercitandovi un'influenza considerevole nei suoi affari e nelle sue dinamiche di potere interne sin dai suoi albori nei primi del Novecento.
Si dice fosse cugino dell'avvocato Bill Bufalino, consulente di vecchia data del sindacalista Jimmy Hoffa. Tuttavia, come riportato nella biografia di Frank Sheeran, i due non erano davvero cugini. Russell Bufalino concesse all'avvocato la possibilità di definirsi suo parente per aumentarne il prestigio e per favorire la sua crescita professionale.

## Biografia
Bufalino nacque a Montedoro, in provincia di Caltanissetta, il 29 ottobre del 1903, figlio di Angelo Bufalino e di Cristina Buccoleri. Nel dicembre del medesimo anno, emigrò al seguito della madre e dei suoi due fratelli, Giuseppe e Cataldo, negli Stati Uniti per raggiungere il padre che, emigratovi il 9 luglio, aveva trovato lavoro come minatore a Pittston (in Pennsylvania). Quando, pochi mesi più tardi, il padre perse tragicamente la vita in un incidente in miniera, Bufalino fece ritorno in Sicilia con i familiari, per poi ritornare negli Stati Uniti assieme a loro nel 1906 e da lì imbarcarsi nuovamente, a seguito della morte della madre nel 1910, per il vecchio continente; farà ritorno in America, questa volta in via definitiva, soltanto nel 1914, stabilendosi dapprima in Pennsylvania e, due anni dopo, a Buffalo (nello stato di New York), dove incomincia ad invischiarsi con il locale sottobosco criminale già dall'età di quattordici anni.
Ancora piuttosto giovane, Bufalino riesce a farsi un posto di tutto rispetto all'interno del sottobosco criminale dello stato newyorchese, divenendo uno stretto e fidato collaboratore di svariati membri della futura famiglia di Buffalo, altrimenti nota come la Famiglia Magaddino, in particolar modo con il suo primo boss, John C. Montana (suo compaesano tra l'altro), oltreché con criminali che successivamente daranno vita o diverranno parte alle maggiori famiglie criminali della East Coast statunitense, tra cui la sua stessa famiglia in Pennsylvania.
Il suo giro d'affari, al secolo, si concentrava perlopiù sul gioco d'azzardo, le estorsioni, i furti e la riscossione del pizzo.
Verso la metà degli anni venti, il suo casellario giudiziario mostrava arresti per reati di poco conto, come ostruzione alla giustizia, spaccio di droga e detenzione di gioielli rubati. Con l'avvento poi del proibizionismo, Bufalino entrò nell'affare del contrabbando di alcolici.

### La creazione della famiglia Pennsylvania
Nei primi anni venti comincia dunque a lavorare in società con il contrabbandiere Joseph Barbara e Russell si trasferì con sua moglie, Carolyn "Carrie" Sciandra, ad Endicott (nello stato di New York), nel territorio di Barbara.
Bufalino e Barbara lavorarono insieme fino al 1940, quando Barbara divenne il capo della famiglia della Pennsylvania, nominando Russell suo vice.  Bufalino, quindi, si trasferì a Kingston, in Pennsylvania, un luogo centrale per continuare a condurre le operazioni criminali della famiglia.

### L'incontro di Apalachin
L'incontro a porte chiuse si tenne nel novembre del 1957 e fu organizzato da Russel Bufalino. Circa sessanta boss erano convenuti da tutto il paese ad Apalachin per un vertice di Cosa Nostra da tenersi in una piccola località nella parte settentrionale dello Stato di New York, in una villa privata. La polizia di stato, insospettita da quel movimento di mafiosi nella zona, aveva fatto irruzione nella casa in cui si teneva il convegno. Gli arresti e tutta l'esposizione mediatica che ne conseguì furono la prima conferma dell'esistenza di un'organizzazione criminale a livello nazionale.

### Arresto e carcere
Russell Bufalino venne arrestato insieme a Frank Sheeran, suo collaboratore, e venne imprigionato con l'accusa di evasione fiscale.

### Morte
Con Bufalino di nuovo in prigione e la famiglia sotto indagine, la forza dell'organizzazione cominciò a svanire. Molti membri della famiglia non vedevano l'ora di andare in pensione. Bufalino stesso aveva ormai ottant'anni ed era in cattiva salute. Nel 1989 le operazioni della famiglia furono affidate a Billy D'Elia.
Infine Bufalino uscì di prigione, ma nonostante la sua età avanzata continuò ad avere una influenza significativa sulle attività di Cosa Nostra ed era controllato costantemente dalle autorità federali. Morì per cause naturali il 25 febbraio 1994 nell'ospedale Nesbitt Memorial di Kingston all'età di 90 anni. Fu sepolto nel cimitero di Denison a Swoyersville in Pennsylvania.

## Nei media
La storia dell'amico e compagno di Russel Bufalino, Frank Sheeran, è raccontata nel film di Martin Scorsese The Irishman, in cui Bufalino è interpretato da Joe Pesci.